# John Macpherson, I baronetto
John Macpherson, I baronetto (Sleat, 1745 – Leeds, 12 gennaio 1821), è stato un militare, politico e nobile britannico.
Fu governatore generale dell'India dal 1785 al 1786.

## Biografia

### I primi anni
Macpherson nacque nel 1745 a Sleat sull'Isola di Skye, dove suo padre, John Macpherson (1713–1765), era pastore protestante e personaggio noto nel mondo accademico dei classici in quanto studioso delle cronache di Ossian. Sua madre era Janet, figlia di Donald Macleod di Berner.
John, come figlio minore della coppia, studiò al King's College di Aberdeen ed all'Università di Edimburgo.

### Il primo soggiorno in India
Nel marzo del 1767 salpò alla volta dell'India, nominalmente come tesoriere per una nave della Compagnia britannica delle Indie orientali comandata da suo zio materno, il capitano Alexander Macleod. Macpherson sbarcò a Madras, dove ottenne di essere introdotto a Mohammed Ali, nawab del Carnatic. Il governo di quest'ultimo, che vessava in profondo disordine, aveva preso in prestito grandi somme di denaro ad alti interessi dalla Compagnia britannica delle Indie orientali proprio a Madras. Pressato dai creditori, il sovrano indiano incaricò Macpherson di una missione segreta in Gran Bretagna con l'obbiettivo di presentare il suo caso al governo. Macpherson giunse in Inghilterra nel novembre del 1768 ed ebbe modo di discutere diverse volte col primo ministro, Augustus FitzRoy, III duca di Grafton, che a sua volta incaricò Sir John Lindsay, come inviato straordinario del re, di venire incontro alle richiese del nawab. Questa intromissione negli affari della compagnia, ad ogni modo, richiese poco dopo il rientro di Lindsay in patria.

### Il secondo viaggio in India
Macpherson tornò in India nel gennaio del 1770 al servizio questa volta della Compagnia britannica delle Indie orientali. Rimase per sei anni a Madras operando nell'ambito amministrativo. Egli riprese inoltre i propri contatti col nawab e, come egli stesso confessò in seguito, più volte gli procurò denaro a prestito. Nel 1776 George Pigot, I barone Pigot, il governatore di Madras, entrò in possesso di una lettera scritta dal nawab ed indirizata a Macpherson, dove gli venivano spiegati ulteriori dettagli per una missione in Gran Bretagna. La lettera conteneva inoltre delle riflessioni personali sulle azioni della compagnia in India ed indicava chiaramente come Macpherson fosse coinvolto nel tentativo di rovesciarla. Per questo motivo, John Macpherson venne licenziato e tornò in Gran Bretagna nel 1777, non prima di aver preso ulteriori indicazioni dal nawab.

### La carriera politica
Macpherson rimase in Inghilterra per quattro anni. Dall'aprile del 1779 al maggio del 1782, fu deputato alla Camera dei Comuni per la circoscrizione elettorale di Cricklade e fu uno dei sei membri del governo inglese sospettati di ricevere un salario dal nawab di Arcot in cambio del peroramento delle sue caue.

### Nomina a Calcutta
Macpherson si appellò al tribunale per il suo licenziamento in India e ne uscì vincitore, riuscendo a provare che il suo coinvolgimento non era qualificabile come dannoso verso la Compagnia. Egli venne reintegrato nei propri compiti, ma nel gennaio del 1781, prima di poter tornare a Madras, venne nominato da lord North (del quale aveva supportato il governo in più azioni) al seggio di consigliere del Supremo Consiglio del Bengala, lasciato vacante da Richard Barwell. La nomina venne molto criticata e nel 1782 una commissione della Camera dei Comuni dichiarò che la precedente condotta di Macpherson nel supportare le pretese del nawab aveebbe potuto ora minare la pace in India.
Macpherson, regolarmente, si oppose alle misure adottate dal governatore indiano Warren Hastings.

### Governatore generale
Nel febbraio del 1785, come membro anziano del consiglio, divenne governatore generale dopo le dimissioni di Hastings. Da subito notò una situazione disperata nelle finanze locale oltre alla necessità di pagare 2.000.000 di sterline per il mantenimento delle truppe a Bombay ed a Madras. Il deficit annuale era di 1.300.000 sterline.
Il primo pensiero di Macpherson fu dunque quello di pagare le truppe che erano sull'orlo di ammutinarsi. Tutti gli altri pagamenti vennero gestiti tramite somme in prestito all'8%. Per compensare queste spese vennero fatte notevoli riduzioni sulla spesa pubblica ed in dodici mesi venne raccolta la somma necessaria a pagare tutti i debiti. Alla fine della sua amministrazione, Macpherson fu in grado di lasciare un fondo di 1.250.000 sterline. Ad ogni modo il periodo di governatorato di Macpherson è ricordato in particolar modo per l'assenza di guerre che interessarono il territorio indiano inglese. Come ebbe successivamente a denunciare lord Cornwallis, ad ogni modo, il sistema di governo inaugurato da Macpherson era basato essenzialmente sulla corruzione di ufficiali indulgenti della compagnia.

#### Le pretese del maharaja Mahdoji Sindia
Poco dopo l'inizio del governatorato di Macpherson, il capo dei mahratta, il maharaja Mahdoji Sindia, avendo ottenuto dei possedimenti da parte di Shah Alum, imperatore titolare d'India, chiese agli inglesi la somma di 4.000.000 di sterline come tributi arretrati promessi dal governo britannico all'imperatore nel 1765. Macpherson rispose pretendendo l'immediato ritiro delle richieste, minacciando guerra nel caso in cui fossero state riproposte. Per tutelarsi ulteriormente dalle ambizioni di Sindia, incaricò Charles Malet del ruolo di inviato britannico a Poonah, capitale della confederazione mahratta. Nel 1786 i mahratta dichiararono guerra a Tipu, sultano di Mysore. Macpherson offrì loro l'assistenza di tre battaglioni per la difesa dei territori mahratta, ma questi vennero rifiutati.

#### Penang
Macpherson sovrintese all'acquisizione ed alla fondazione di Penang, nominando Francis Light quale amministrazione in loco, nel giugno del 1786.

### Ritorno in Gran Bretagna
Macpherson venne creato baronetto il 10 giugno 1786, e venne sostituito al governatorato indiano da lord Cornwallis nel settembre di quello stesso anno, il che gli consentì quindi di tornare in Gran Bretagna.
I suoi sostenitori, che sapevano bene che il termine minimo di governatorato era di cinque anni, dissero che la rimozione di Macpherson dall'India, salvo condotta riprovevole, era da considerarsi un'ingiustizia. Tale pretesa venne rigettata dal governo e Macpherson cercò quindi di riottenere la promessa di succedere a lord Cornwallis al suo posto nel consiglio del Bengala. Anche questa funzioen venne rifiutata. Macpherson, che stava cercando disperatamente un modo per ottenere uno stipendio, si appellò alla corte per ottenere una pensione governativa ma quello che gli venne concesso fu alla fine una buona uscita di 15.301 sterline e 7 scellini, pagatigli in tre rate tra il 1º marzo 1789 ed il 1º marzo 1790. Nel giugno del 1809 ottenne una pensione di 1000 sterline all'anno.

### Ancora parlamentare
Nel 1788 Macpherson venne nuovamente rieletto alla camera dei comuni per la circoscrizione elettorale di Cricklade, ma non riuscì ad insediarsi per l'opposizione mossagli dal suo oppositore, Samuel Petrie. Si unì quindi all'opposizione whig e divenne amico del principe di Galles.
Nel settembre 1796 ottenne il seggio per Horsham, continuando a rimanere nel governo sino al giugno del 1802.

### Visite a Firenze ed a Vienna
Nel 1789 si portò in visita a Firenze dove i suoi consigli vennero richiesti dal granduca Leopoldo in ambito finanziario ed amministrativo. Quando Leopoldo divenne imperatore nel 1790, Macpherson gli fece visita a Vienna.

### La disputa con Whitshed Keene
Nel 1806, in una discussione sulla questione indiana, Whitshed Keene, membro del governo Montgomery, colse l'occasione per rimarcare il comportamento censurabile tenuto da Macpherson con il nawab di Arcot. Macpherson replicò con una lettera aperta il 31 maggio 1806 nella quale disse che, proprio grazie a questi suoi rapporti stretti col sovrano locale, era riuscito ad ottenere informazioni segrete riguardanti la Francia che erano poi risultate utili all'Inghilterra. Egli rimarcò inoltre che il suo servizio a favore del nawab era disinteressato e non pagato.

### Morte
Macpherson, senza essersi mai sposato, morì a Brompton Grove, Leeds, il 12 gennaio 1821. Con lui si estinse il titolo di baronetto concessogli.